# 贝尔祖佩站
贝尔祖佩站是叶尔加瓦-利耶帕亚铁路线上的一个火车站；车站建于1927年并于当年启用，然而因为经营不善的缘故车站于2001年8月15日停止运营；目前为止车站建筑已改建为住宅楼。